# Château de Balaine
Le château de Balaine est situé à Villeneuve-sur-Allier, en France.

## Localisation
Le château est situé sur la commune de Villeneuve-sur-Allier, dans le département de l'Allier en région Auvergne-Rhône-Alpes.

## Description
Le château est typique du Bourbonnais. Il est en forme de « U » à deux niveaux et attiques côté cour en façade central fronton saillant, l'ensemble cantonné de tourelles aux angles de trois niveaux toitures en poivrières. Chapelle de style néogothique et musée construits entre 1885 et 1890.
Le parc à l'anglaise, qui compte à ce jour plus de 3 000 espèces, est depuis 1944 un site classé.

## Historique
Un premier château a été édifié au XIVe siècle, mais en ruine, il fut reconstruit au XVIIIe siècle pour la famille de Farges selon des plans de l'architecte moulinois Evezard.
En 1804, Aglaé Adanson s'y installe et aménage un grand parc. Napoléon Doumet-Adanson, son petit-fils, remanie le château durant le XIXe siècle.

## Protection aux monuments historiques
L'ensemble du domaine incluant arboretum avec ses fabriques (kiosque, belvédère, pont japonais, chapelle) ; le château ; l'ancienne bibliothèque ; l'orangerie ; le bâtiment du musée, sont classés au titre des monuments historiques par arrêté du 25 mars 1993, en remplacement d'une inscription par arrêté du 5 mars 1992 qui a été annulée.